# 死すべき定め
死すべき定め（しすべきさだめ）は、古典や神話、ファンタジー作品において、老化を免れ事故以外では死なない不老不死の存在に対して、この世界の人間をはじめとするすべての生き物を区別する表現。英語の「モータル」 mortal に対応する概念。一部のゲームやファンタジーの翻訳では「定命」という仏教用語を転用していることがある。

## 語彙
「死すべき定め」「死すべきもの」を意味する英語の「モータル」mortal は、ラテン語の「モルタリス」mortalis に対応する。古代ギリシア語では「トゥネートイ」θνητοί、ホメロスにおいては「ブロトイ」βροτοίとも言い、「人間」を表す一般的な言葉の一つだった。これに対して、ギリシア神話の神々のような不死者を「アタナトイ」ᾱ̓θᾰ́νᾰτοι や「アンブロトイ」ᾰ̓́μβροτοιと言った。

## 死の発生
神話の類型のひとつに、不死や非常な長寿であった神的存在・状態からの零落として、死や短命の起源譚が語られるものがある。バナナ型神話や日本神話ではコノハナサクヤビメとイワナガヒメの花嫁選択のエピソードが知られる。
不老不死の薬を求める旅に出たが結局手に入れ損ねた、または失われたとして何故人間に死が訪れるようになったかを語る『ギルガメシュ叙事詩』などのパターンもある。このタイプの神話には人間のかわりにヘビが不死性を得るなど、ヘビが重要な役割を果たす共通点がある。旧約聖書「創世記」では、アダムとイヴが神の禁止に背いたため結果的に生命の樹の実を得られなかったというエピソードが該当するであろう。神は2人が生命の実も食して自分たちのように永遠の生を得ることを危惧したため、エデンの園から追放したことになっている。
また、上記の失楽園の話やギリシャ神話のプロメテウス神話など、男が女を受け入れたことが原因となって死や老化を獲得したという類型も見られる。

## 死すべき定めの者から不死の存在への変化
文学やゲームでは死すべき定めの者から不死の存在への変化。あるいはその逆がテーマとして語られることがある。その変化の原因・過程には次のようなものが挙げられる。
- 不死の存在などとの取引。
- 事故や事件。
- 偉業などにより多くの崇拝を受け、文字通り神とみなされ、実際に神あるいはその眷属となる。